# Thượng Hội đồng Giám mục Thường lệ Khóa XIV
Thượng Hội đồng Giám mục Thường lệ Khóa XIV (còn được gọi là Thượng Hội đồng Giám mục về Gia đình) được diễn ra từ ngày 4 tháng 10 đến 25 tháng 10 năm 2015 mang chủ đề "ơn gọi và sứ mệnh của các gia đình trong Giáo hội và trong thế giới đương đại". Đây là sự kiện của Giáo hội Công giáo Rôma do Giáo hoàng Phanxicô triệu tập, là phần tiếp nối của Thượng Hội đồng Giám mục Ngoại thường năm 2014 với chủ đề "Các thách đố mục vụ về gia đình trong bối cảnh của công cuộc loan báo Tin Mừng".